# Flaga Gagauzji
Flaga Gagauzji przyjęta przez parlament Gagauzji 31 października 1995. Proporcje 1:2.
Kolor niebieski jest tradycyjnym kolorem ludów tureckich. Symbolizuje niebo, nadzieję, życzliwość i przywiązanie do ojczyzny. Dla ludów tureckich biel oznacza zachód, tak więc na tej fladze określa gdzie żyją Gagauzi. Barwa ta jest również symbolem przyjaznego współżycia z innymi narodami. Czerwień symbolizuje waleczność i odwagę w walce o wolność, a także odrodzenie narodowe Gagauzów i ich wspaniałomyślność. Trzy gwiazdy to przeszłość, teraźniejszość i przyszłość.

## Galeria

Flaga etniczna Gagauzów
Flaga eserowców używana jako flaga Republiki Komrackiej(inne języki)